# 캐스린 레이 스콧
캐스린 리 스콧(Kathryn Leigh Scott, 1945년 1월 26일 ~ )은 미국의 배우, 작가, 영화 제작자이다.

## 출연 작품
- 다크 섀도우 (2012년) - 게스트 역
- 파라솜니아 (2008년)
- 파이널 컷 (1997년)
- 파라다이스 (1988년)
- 머로우 (1986년) - 자넷 머로우 역
- 그리스의 대부 (1978년)
- 프로비던스 (1977년)
- 형사 브레이건 (1975년)
- 위대한 개츠비 (1974년)
- 하우스 오브 다크 (1970년)

### 텔레비전
- 다이너스티 (1981)
- 총알 탄 사나이 TV 시리즈 (1982)
- 달라스 (1989)

## 도서
- The Dark Shadows Almanac: 30th Anniversary Tribute (1995)
- The Bunny Years: The Inside Story of the Playboy Clubs and the Women Who Worked as Bunnies (2011)